# Tūnah
Tūnah (persiska: تونه, Tūneh) är en ort i Iran.   Den ligger i provinsen Khorasan, i den östra delen av landet, 800 km öster om huvudstaden Teheran. Tūnah ligger 1 252 meter över havet och antalet invånare är 559.
Terrängen runt Tūnah är platt österut, men västerut är den kuperad. Terrängen runt Tūnah sluttar brant österut. Runt Tūnah är det ganska glesbefolkat, med 30 invånare per kvadratkilometer. Närmaste större samhälle är Mashhad Rīzeh, 13,5 km sydost om Tūnah. Omgivningarna runt Tūnah är i huvudsak ett öppet busklandskap.